# Aermacchi SF-260
Aermacchi SF.260 е малък италиански учебно-боен самолет.
Първоначално е разработен от компанията Aviamilano, по-късно дизайнът е купен от SIAI Marchetti, които започват и серийното производство. През 1997 Aermacchi купува фирмата и самолетът приема новото обозначение.
Съществува и въоръжен вариант, който е предпочитан от по-малките военновъздушни сили заради ниската цена и лесната поддръжка.

## Варианти
Aviamilano
- E.250 – прототипен модел с 250 к.с. двигател
- F.260 – прототипен модел с 260 к.с. двигател

SIAI Marchetti
- SF.260 – стандартен модел
- SF.260M – военнотренировъчен вариант с подсилен фюзелаж
- SF.260W Warrior – военен вариант с гнезда за бомби, ракети или картечници
- SF-260B – вариант за граждански цели с подобренията от SF.260M
- SF-260C – подобрена версия на SF-260B
- SF-260TP – SF-260C с турбодвигател Allison 250-B17D
- SF-260D – SF-260C с по-мощен двигател и други подобрения.
- SF-260E – SF-260D предназначен за конкурс на ВВС на САЩ, после продаван на страни от Третия свят
- SF-260F – стандартен модел с подсилен фюзелаж и двигател с горивно инжектиране.

## Оператори
Настоящи
- Белгия
  - Военновъздушни сили
- Бурунди
  - Военновъздушни сили
- Буркина Фасо
  - Военновъздушни сили
- Чад
  - Военновъздушни сили
- Етиопия
  - Военновъздушни сили
- Индонезия
  - Военновъздушни сили
- Италия
  - Военновъздушни сили
- Мароко
  - Военновъздушни сили
- Либия
  - Военновъздушни сили
- Мавритания
  - Военновъздушни сили
- Мексико
  - Мексикански военновъздушни сили
- Филипини
  - Филипински военновъздушни сили
- Тунис
  - Тунизийски военновъздушни сили
- Турция
  - Турски военновъздушни сили
- Уганда
  - Военновъздушни сили на Уганда
- Уругвай
  - Уругвайски военновъздушни сили
- Венецуела
  - Венецуелски военновъздушни сили
- ДР Конго (бивш Заир)
  - Конгоански военновъздушни сили; Заирски военновъздушни сили
- Замбия
  - Военновъздушни сили на Замбия
- Зимбабве
  - Военновъздушни сили на Зимбабве

Бивши
- Бруней
  - Кралски военновъздушни сили
- Коморски острови
  - Въоръжени сили
- Хаити
  - Военновъздушни сили
- Ирландия
  - Ирландски въздушен корпус
- Мианмар
  - Военновъздушни сили
- Никарагуа
  - Военновъздушни сили на Никарагуа
- Родезия
  - Военновъздушни сили на Родезия
- Сингапур
  - Сингапурски военновъздушни сили
- Сомалия
  - Сомалийски военновъздушен корпус
- Шри Ланка
  - Военновъздушни сили на Шри Ланка
- Тайланд
  - Кралски Тайландски военновъздушни сили
- ОАЕ
  - Военновъздушни сили на ОАЕ

## Характеристики

### Основни характеристики
- Екипаж: 1+1 пилот
- Дължина: 7.10 метра
- Размах на крилете: 8.35 метра
- Височина: 2.41 метра
- Площ на крилете: 10.1 м²
- Тегло (празен): 755 килограма
- Максимално летателно тегло: 1102 килограма
- Двигател: 1× Lycoming O-540-E4A5, 195 kW (260 к.с.)

### Технически характеристики
- Максимална скорост: 347 км/ч
- Максимална дължина на полета без презареждане: 2050 километра
- Таван на полета: 5790 метра
- Скороподемност: 546 м/мин